# Can Soi
Can Soi és una masia de Vilablareix (Gironès) inclosa a l'Inventari del Patrimoni Arquitectònic de Catalunya.

## Descripció
És una masia catalana que ha sofert successives reformes. Presenta porta allindada i les parets són fetes de còdols de pedra petita i arrebossades, amb una ampliació lateral amb pany de terra argila i grava molt degradada. La coberta és a dues aigües amb aiguavés a la façana principal. A la planta superior hi ha una petita balconada central i una interessant finestra lateral de pedra amb influències gòtiques, ampit motllurat de pedra i detalls decoratius en forma d'escut.

## Història
A la part esquerra de la façana es descobreix, en mal estat, un rellotge de sol amb el nom de Tomàs Oller i la data de 1866, possiblement una reforma. Actualment és una masoveria agrícola.